# МедінПедагогік
МедінПедагогік — професійний електронний журнал з медіа, який позиціонує себе як «журнал для теорії та практики медіаосвіти». Видається секцією ЗМІ Німецького товариства освітніх наук і Університетом педагогічної освіти Цюріха. Це часопис з відкритим доступом, який не стягує плати за публікацію або плату за підписку. Він виходить щорічно з 2000 року за двома тематичними напрямками.
Цільова аудиторія журналу — науковці з комунікацій та ЗМІ, а також професіонали з медіаосвіти. Журнал пропонує форум для обговорення питань теоретичного викладання медіа та орієнтування про стан предметного дискурсу.
Публікуються теоретичні статті за тематикою видання, а також наявні колонки для висвітлення окремих тем. Статті у форматі PDF розміщено безкоштовно на сайті журналу.
Журнал Media Education працює за допомогою програмного забезпечення Open Journal Systems і використовується в різних бібліографічних базах даних . Б. Довідник відкритого доступу Журнали і WorldCat в списку.
Редакторами журналу є Клаус Румлер (Керуючий редактор, Цюріхський університет освіти), Сара Сінкер (Цюріхський університет освіти), Томас Герман (Університет Тургау), Мануела П'єтрас (Університет федеральних збройних сил Мюнхен), Кай-Уве Хюгер Кельн) і Стефан Іске (Університет Отто фон Геріке Магдебург). Інші професори є членами науково-консультативної ради. .

## Сайт
MedienPädagogik (Медіаосвіта). In: weiterbildung.com